# 하라커뮤니케이션즈
(주)하라커뮤니케이션즈(영어: Haracommunications Co., Ltd.)는 대한민국의 광고대행 업체이다.
온오프라인 프로모션 및 국내외 전시를 주요 서비스로 국내 유수 대기업의 광고 대행 역할을 수행하고 있다. 지난 2021년 3월, 한국에는 '기네스 북'으로 잘 알려진 영국의 Guinness World Records와 계약을 체결하여 한국 유일의 공식파트너로서 활동을 시작, 기네스 콘텐츠 기반 기업 홍보 서비스를 개시했다.

## 연혁
- 2012년: 주식회사 하라커뮤니케이션즈 설립
- 2013년: LG디스플레이㈜, 연간대행사 등록
- 2013년: ㈜크라이슬러코리아(CHRYSTLER KOREA) 연간대행사 등록
- 2014년: 메트라이프생명보험㈜ 연간대행사 등록
- 2015년: PCA생명보험㈜ 연간대행사 등록, 벤처기업인증
- 2016년: LG전자 협력업체 등록
- 2019년: 산업디자인전문회사 등록
- 2019년: LG유플러스 협력업체 등록
- 2020년: 현대자동차㈜ 협력업체 등록
- 2020년: ㈜하라커뮤니케이션즈 기업부설연구소 인정
- 2020년: 공주시 업무협약 체결
- 2021년: Guinness World Records社 한국 공식파트너 계약 체결

## 신규사업개발
(주)하라커뮤니케이션즈는 Guinness World Records와의 긴밀한 협업을 바탕으로 신규서비스 개발에 힘쓰고 있다. 국내 맞춤형 모바일 어플리케이션 개발, 챌린지 어트렉션 파크 조성과 같은 완전히 새로운 문화콘텐츠 개발을 추진해온 한편, 한국 고유문화와의 결합을 통해 세계적 콘텐츠를 생산해 내는 계획도 갖고 있다. 이를 추진하기 위해 유관 기업들과의 파트너쉽 체결은 물론 전국 지방자치단체 및 문화원들과 전략적 업무협약 또한 맺어 나가는 중이다.